# Marie Juchacz
Marie Juchacz (cognom de soltera Gohlke; 15 de març de 1879, Landsberg an der Warthe - 28 de gener de 1956, Düsseldorf) va ser reformadora social, socialdemòcrata i feminista alemanya. Sota el seu lideratge, el 13 de desembre de 1919 es va fundar una associació d'assistència social per a treballadors (Arbeiterwohlfahrt), que després, amb el nazisme, convertí en una organització per donar suport a la població.
Després de la introducció del sufragi femení, va ser la primera dona a pronunciar un discurs a l'Assemblea Nacional de Weimar.

## Vida i treball
Marie Juchacz era filla del fuster Theodor Gohlke i la seva dona Henriette i va nàixer a Landsberg an der Warthe (actual Gorzów Wielkopolski, Polònia). Després de cursar l'escola primària a Landsberg an der Warthe, Juchacz va treballar a partir de 1893 primer com a criada i després com a obrera en una fàbrica. Entre 1896 i 1898 va treballar com a infermera i posteriorment va completar la seua formació com a costurera. Va treballar en aquesta professió fins al 1913. Després de separar-se del seu marit, mestre sastre Bernhard Juchacz el 1906, es va traslladar a Berlín amb els seus dos fills. Durant la Primera Guerra Mundial de 1914 a 1918, va treballar amb Anna Maria Schulte, la seva germana Elisabeth Röhl i Else Meerfeld a la "Oficina de la llar" i va ser membre de la denominada "Comissió d'Aliments".
Juchacz es va afiliar al SPD el 1908, el programa del qual havia familiaritzat amb el seu germà gran. En poc temps, es va convertir en una oradora molt sol·licitada en les assemblees. El 1913 es va convertir en la secretària de les dones a Colònia per al partit del distrcite de la província de l'Alt Rin, on va organitzar principalment els treballadors tèxtils a la regió d'Aquisgrà. Quan el 1917 es va produir la secessió del partit socialdemòcrata i es va fundar l'USPD, Marie Juchacz, qui va romandre amb la majoria dels socialdemòcrates, va rebre de Friedrich Ebert el càrrec de secretària de les dones al consell executiu del partit central que Clara Zetkin havia ocupat anteriorment. A més, es va encarregar de dirigir la redacció del diari femení Die Gleichheit (la igualtat). El 13 de desembre de 1919, Marie Juchacz va formar part dels fundadors de l'Arbeiterwohlfahrt (AWO) i va ser la seva primera presidenta fins a 1933. De 1921 a 1931 va ser membre de la junta de l'Associació alemanya de benestar públic i privat (“Deutschen Vereins für öffentliche und private Fürsorge (DV)”).
Després de l'ascens al poder dels nacionalsocialistes, Juchacz va emigrar a la regió de Saar. Quan la població de Sarre va votar per unir-se a l'Imperi Alemany, va fugir a Alsàcia i després de l'inici de la Segona Guerra Mundial via París cap a Marsella. El 1941 va fugir a Nova York amb un visat d'emergència via Martinica, on va viure fins al 1949. El 1945 a Nova York va fundar el Arbeiterwohlfahrt USA-Hilfe für die Opfer des Nationalsozialismus (ajuda per a les víctimes del nacionalsocialisme), que després del final de la guerra va proporcionar ajuda amb l'enviament de paquets a la destruïda Alemanya.

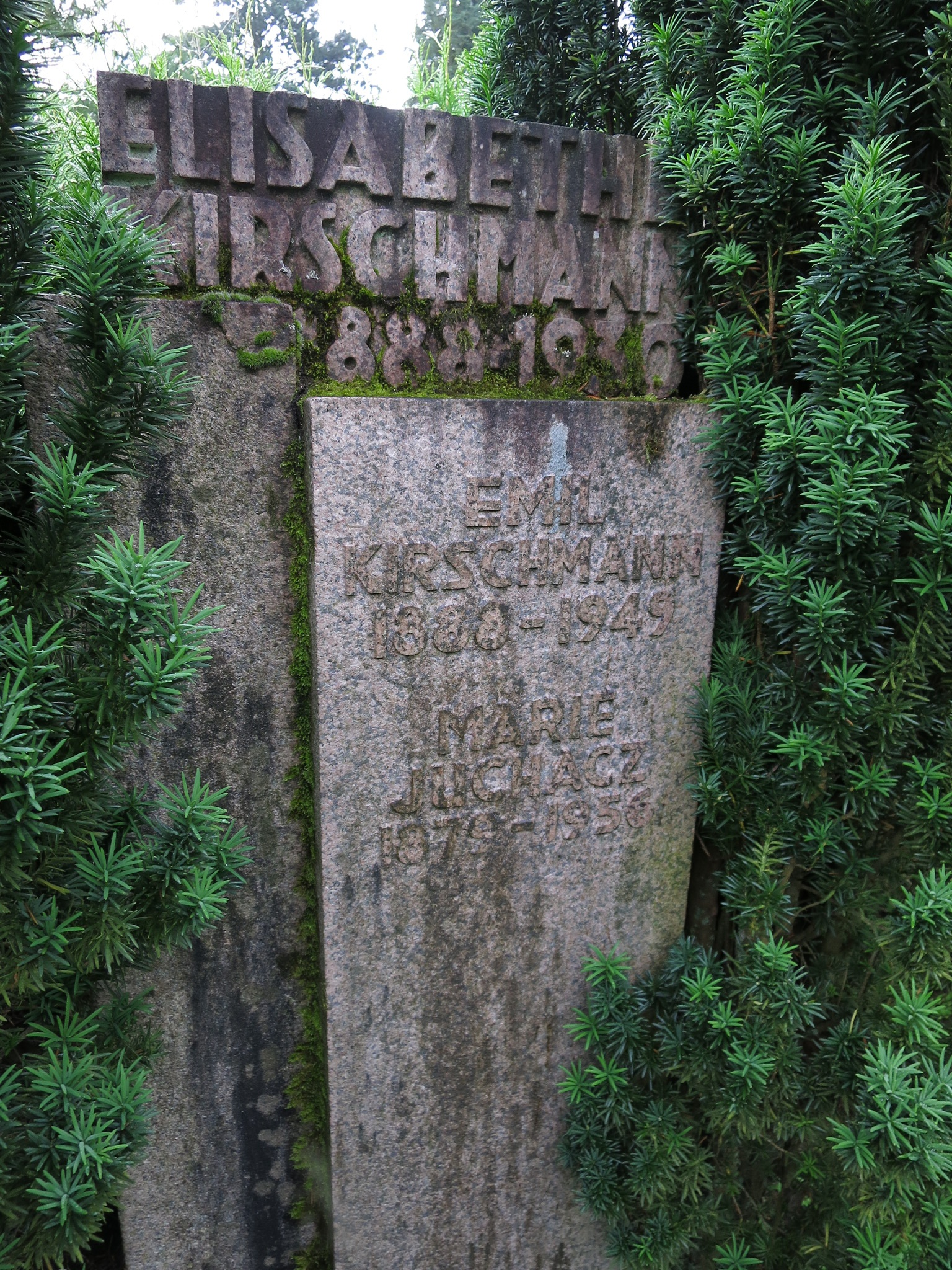
Marie Juchacz enterrada a la tomba de la família al cementiri sud de Colònia

El 1949 va tornar de l'exili a Alemanya i es va convertir en presidenta d'honor de l'AWO.